# Gymnogeophagus rhabdotus
Gymnogeophagus rhabdotus és una espècie de peix de la família dels cíclids i de l'ordre dels perciformes.

## Morfologia
Els mascles poden assolir els 12 cm de longitud total.

## Distribució geogràfica
Es troba a Sud-amèrica: riu Uruguai (Uruguai) i Laguna dos Patos (Brasil).